# 霍晓丽
霍晓丽（1965年10月—），河南孟州人，汉族，中国民主同盟盟员。中华人民共和国政治人物、第十三、十四届全国人民代表大会河南省代表。焦作大学校长。

## 生平
2018年，霍晓丽被选为河南省出席第十三届全国人民代表大会代表。